# حارة سعوان الوسطى (صنعاء)
حارة سعوان الوسطى هي إحدى حارات حي شعوب بمديرية شعوب إحد مديريات العاصمة اليمنية صنعاء، بلغ تعداد سكانها 1065 نسمة حسب تعداد اليمن لعام 2004.